# Joseph Trapanese
Joseph Trapanese (New Jersey, 7 augustus 1984) is een Amerikaans componist en muziekproducent van voornamelijk filmmuziek.

## Levensloop
Trapanese studeerde af aan de Manhattan School of Music in New York en haalde een Master of Arts in de Music for Visual Media aan de Universiteit van Californië - Los Angeles. Naast zijn reguliere werk is hij ook actief geweest als arrangeur, orkestratie of dirigent voor componisten als James Newton Howard met The Bourne Legacy, Nightcrawler en The Hunger Games: Mockingjay - Part 1, Steve Jablonsky met Transformers: Age of Extinction, Christophe Beck met Percy Jackson & the Olympians: The Lightning Thief, Daft Punk met Tron: Legacy en Junkie XL met Divergent. Hij werkte samen met artiesten als Mike Shinoda, M83, Kelly Clarkson en Moby. Zijn bekendste werken zijn de soundtracks Oblivion en The Divergent Series: Insurgent. Trapanese was lid bij de Remote Control Productions.

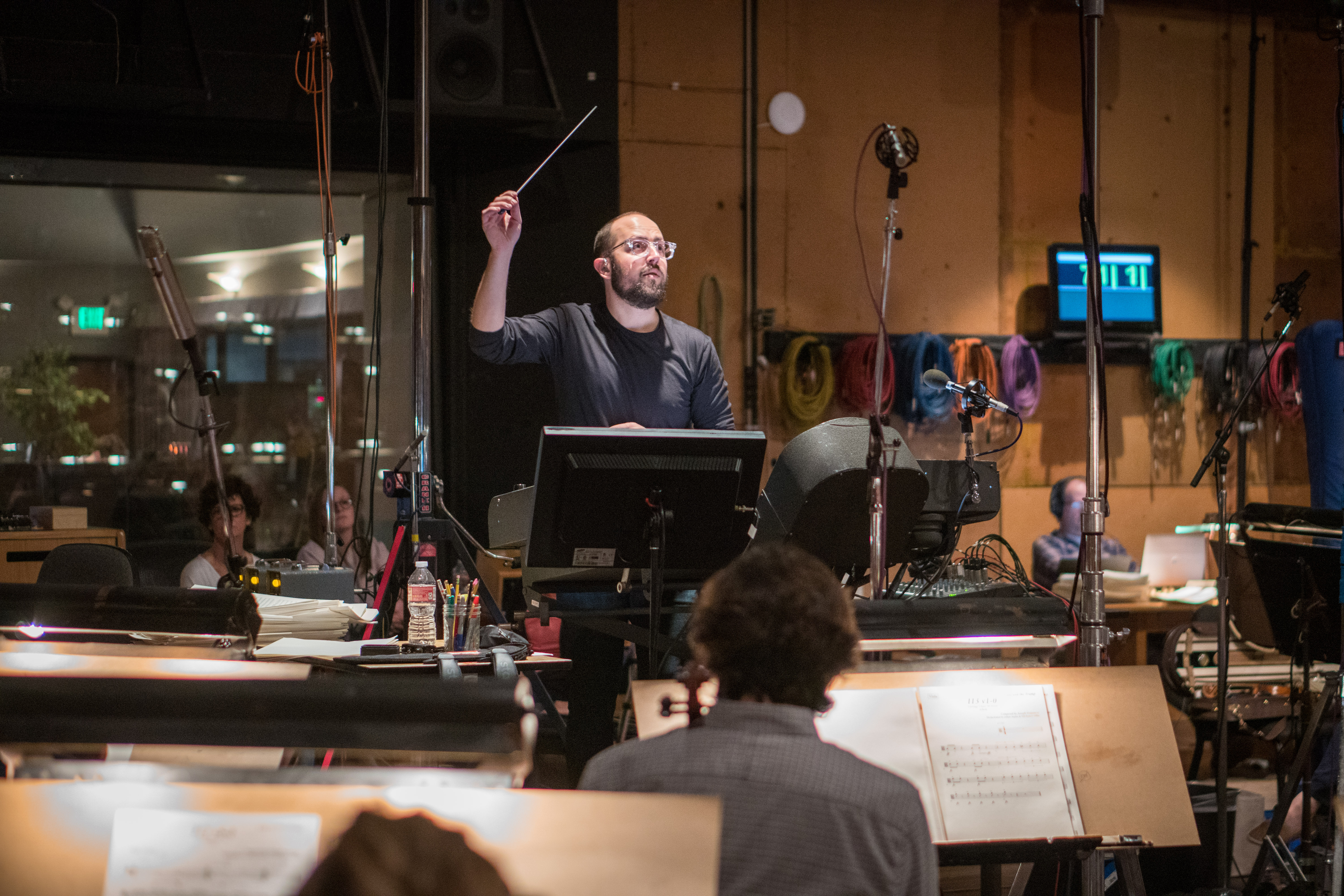
Trapanese dirigeert zijn partituur voor Disney's Lady and the Tramp in Sony's Barbra Streisand Scoring Stage in 2019

## Filmografie
| Jaar | Titel                           | Opmerkingen                        |
| ---- | ------------------------------- | ---------------------------------- |
| 2009 | Coundown: Jerusalem             |                                    |
| 2010 | The Bannen Way                  |                                    |
| 2011 | Mamitas                         |                                    |
| 2011 | The Raid                        | Engelse versie met Mike Shinoda    |
| 2012 | Pathfinder                      |                                    |
| 2012 | Jumpmaster                      |                                    |
| 2013 | Oblivion                        | met Anthony Gonzalez en M83        |
| 2014 | The Raid 2                      | met Aria Prayogi en Fajar Yuskemal |
| 2014 | Earth to Echo                   |                                    |
| 2015 | The Divergent Series: Insurgent |                                    |
| 2015 | Straight Outta Compton          |                                    |
| 2016 | The Divergent Series: Allegiant |                                    |
| 2016 | The Siege of Jadotville         |                                    |
| 2016 | Stand                           | met Jason Lazarus                  |
| 2017 | Shimmer Lake                    |                                    |
| 2017 | Wolf Warrior 2                  |                                    |
| 2017 | Only the Brave                  |                                    |
| 2017 | The Greatest Showman            | met John Debney                    |
| 2018 | Arctic                          |                                    |
| 2018 | Sprinter                        |                                    |
| 2018 | Robin Hood                      |                                    |
| 2018 | Awaken                          |                                    |
| 2019 | Stuber                          |                                    |
| 2019 | Lady and the Tramp              |                                    |
| 2020 | Coffee & Kareem                 |                                    |
| 2020 | Project Power                   |                                    |
| 2020 | Spontaneous                     |                                    |
| 2021 | Finding 'Ohana                  |                                    |
| 2021 | Prisoners of the Ghostland      |                                    |
| 2021 | Happily                         |                                    |
| 2021 | 8-Bit Christmas                 |                                    |
| 2022 | Spiderhead                      |                                    |

## Overige producties

### Computerspellen
| Jaar | Titel                                   | Opmerkingen                         |
| ---- | --------------------------------------- | ----------------------------------- |
| 2014 | The Crew                                |                                     |
| 2017 | Need for Speed: Payback                 |                                     |
| 2020 | Star Wars: Tales from the Galaxy's Edge | met Bear McCreary en Danny Piccione |

### Televisieseries
| Jaar | Titel                       | Opmerkingen    |
| ---- | --------------------------- | -------------- |
| 2012 | TRON: Uprising              |                |
| 2013 | Wonder Woman                |                |
| 2016 | Dead of Summer              |                |
| 2016 | Quantico                    | 2016-2017      |
| 2016 | Jean-Claude Van Johnson     | 2016-2017      |
| 2018 | Unsolved                    |                |
| 2018 | Berlin Station              |                |
| 2019 | Are You Afraid of the Dark? |                |
| 2020 | Release                     | met Clark Rhee |
| 2021 | Shadow and Bone             |                |
| 2021 | The Witcher                 |                |